# Alejandro Vences
Alejandro Vences Villegas  (20 de agosto de 1990). Es un exfutbolista mexicano que jugaba en la marcación de Portero.

## Trayectoria
Empezó su carrera en 2007 jugando en las fuerzas básica del Club América tuvo actividad en su filial en Coapa y en equipo sub-20 y fue tercer portero del primer equipo para el Bicentenario 2010
Para agosto de 2011 se incorporó al Unión de Curtidores que milita en la segunda división profesional y para el Clausura 2013 fue fichado y registrado como segundo portero del Club Necaxa debajo del canterano Roberto Salcedo ha tenido actividad en Copa MX y formó parte del plantel que logró el campeonato en el Apertura 2014 aunque no llegaría a jugar.
Para enero de 2015 fue traspasado al Atlético Chiapas su actual club tras ser contratado Federico Cristofóro.
Él empezó su trayectoria en Potros UAEM en el año 2017 donde duró hasta el año 2019 por causas del equipo.
Actualmente está jugando en Pumas MRCI en la ciudad de Oaxaca, México.

## Clubes
| Club                | País   | Año           | PJ | GR |
| ------------------- | ------ | ------------- | -- | -- |
| América Coapa       | México | 2007-2010     | 62 | 44 |
| América Sub-20      | México | 2010          | 2  | 3  |
| América Coapa       | México | 2010-2011     | 10 | 11 |
| Unión de Curtidores | México | 2011-2012     | 25 | 27 |
| Club Necaxa         | México | 2013-2014     | 2  | 3  |
| Atlético Chiapas    | México | 2015          | 14 | 0  |
| Tampico Madero      | México | 2015-2016     | 53 | 0  |
| Alebrijes de Oaxaca | México | 2017          | 1  | 0  |
| Potros UAEM         | México | 2017-Presente | 1  | 0  |

## Títulos

### Campeonatos nacionales
| Título                    | Club   | País   | Año           |
| ------------------------- | ------ | ------ | ------------- |
| Liga de Ascenso de México | Necaxa | México | Apertura 2014 |

### Resumen estadístico
| Competencia                | Partidos | Goles Recibidos |
| -------------------------- | -------- | --------------- |
| Torneo Sub-20 de México    | 2        | 3               |
| Segunda División de México | 101      | 73              |
| Copa MX                    | 2        | 3               |
| Total                      | 105      | 90              |